# Kisite-Mpunguti marina nationalpark
Kisite-Mpunguti marina nationalpark är en nationalpark i Kenya som inrättades 1978. Nationalparken ligger i Indiska oceanen vid Kwale distrikts kust i provinsen Coast, nära gränsen till Tanzania. Den nås enklast från byn Shimoni på fastlandet.
Parken består av två områden: en 11 km² stor del med nationalparksstatus vid ön Kisite, och innanför det området en 29 km² stor del med naturreservatsstatus kring Mpungutiöarna. Hela området är rikt på korallrev. För övervakningen svarar KWS.